# Cinesa

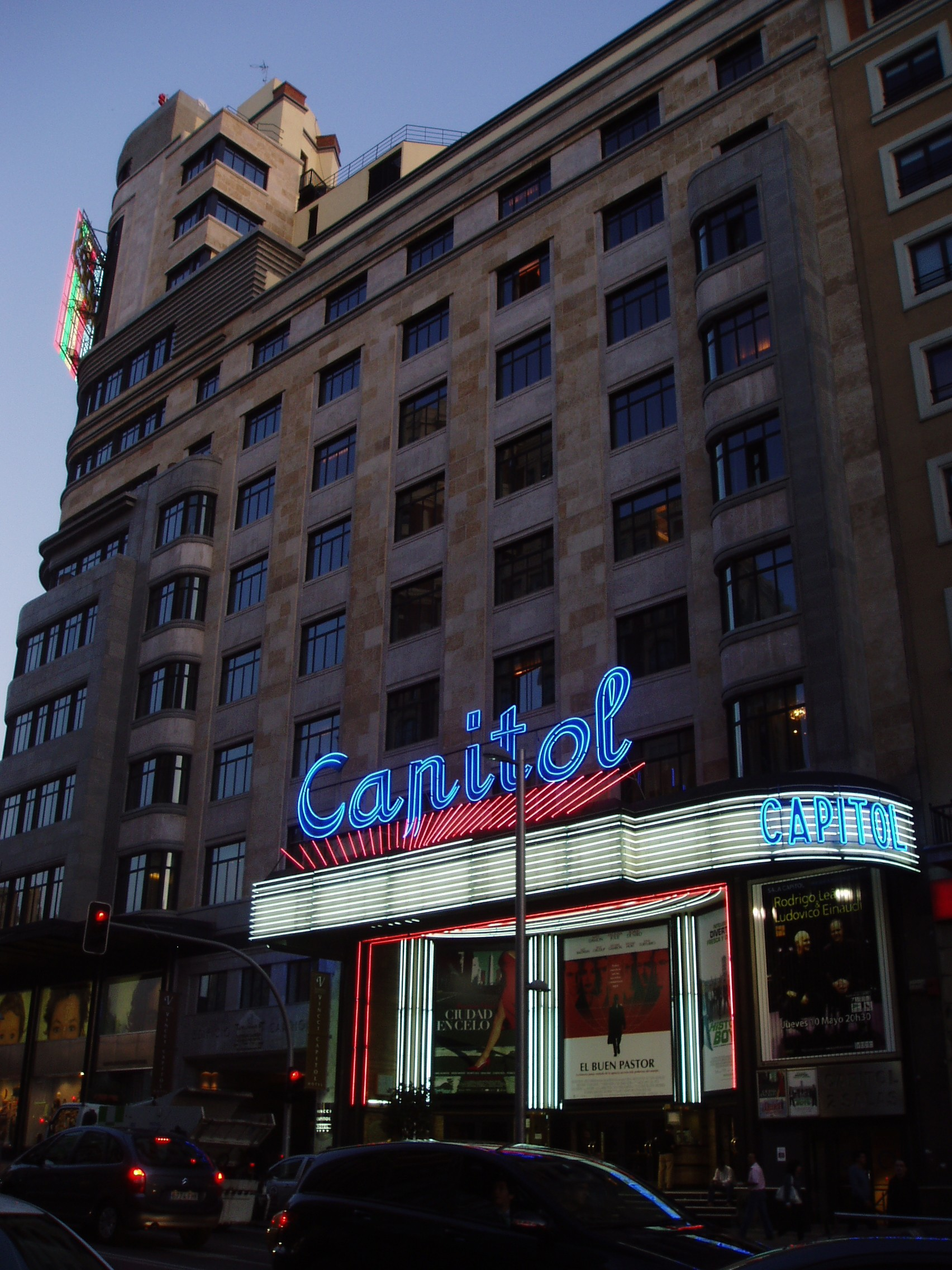
Le Cine Capitol, cinéma Cinesa sur la Gran Vía de Madrid.

La Compañía de Iniciativas y Espectáculos S.A., CINESA en sigle, est une société espagnole d’exploitation de salles de cinéma fondée en 1944.
En 2013, elle compte 20 millions de spectateurs, dans ses 35 cinémas avec un total de 417 salles. Elle est la propriété du Odeon Cinemas Group.